# Ex libris da Biblioteca Nacional do Brasil

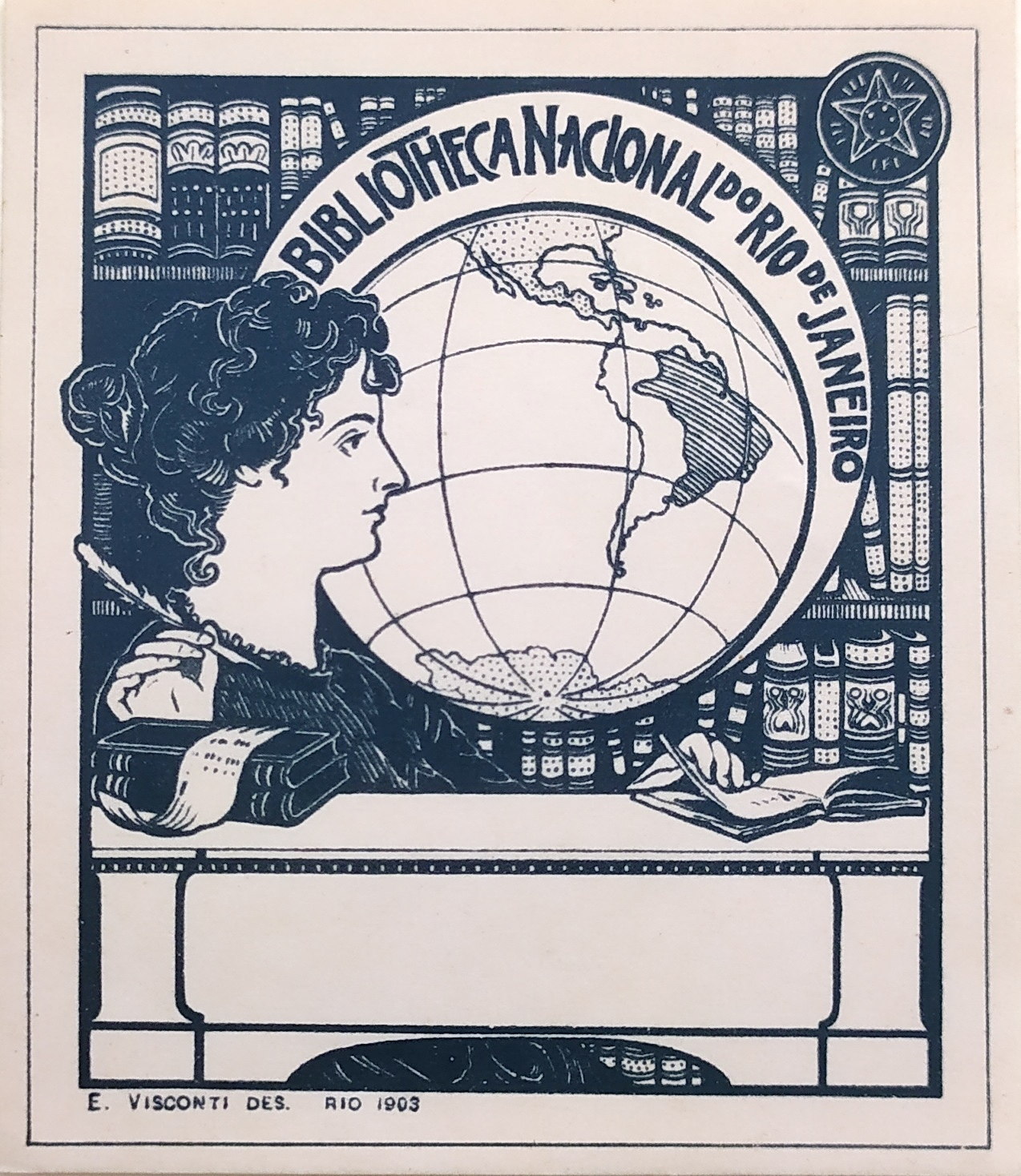
Visualização do ex-líbris.

O Ex libris da Biblioteca Nacional do Brasil é uma peça da cultura de símbolo gráfico bibliófilo para identificar determinado livro da instituição.

## História e descrição
O símbolo foi construído pelo artista Eliseu Visconti em 1902 sendo  predominante  no estilo  art déco com elementos de bibliofilia, pena de escrever, empilhamento de livros, mesa de escrivaninha; peças da geografia: o globo terrestre destacando o mapa territorial do Brasil. Tendo também elementos da heráldica brasileira, por ter uma representação do Brasão de Armas Nacionais no canto superior direito.

### Reprodução filatélica
Em 1999 o Correio do Brasil emitiu um selo postal com homenagem filatélica ao Ex libris da Biblioteca Nacional, a emissão foi de 3.000.000 de selos e a feitura filatélica reproduz o referido ex libris.